# Сен Назер
 Тази статия е за града във Франция.  За окръга вижте Сен Назер (окръг).  
Сен Назер (на френски: Saint-Nazaire; на бретонски: Sant-Nazer/Señ Neñseir) е пристанищен град и община в департамент Лоар Атлантик, Франция, в миналото част от Бретан.
Градът разполага с голямо пристанище на десния бряг на естуара на река Лоара, в близост до Атлантическия океан. Намира се на юг от второто най-голямо блато във Франция (Бриер). Благодарение на местоположението си, Сен Назер има дългогодишни традиции в риболова и корабостроенето. Тук е разположена една от най-големите корабостроителници в света, построила огромни кораби като: „Queen Mary 2“ и „Symphony of the Seas“ (най-големият пътнически кораб в света към 2018 г.).
Сен Назер е малко село до Индустриалната революция, но през втората половина на 19 век се превръща в голям град, благодарение на прокарването на железопътна линия и разрастването на пристанището. Той постепенно измества Нант като главно пристанище на река Лоара. Поради тази причина, той е и един от най-тежко пострадалите градове във Франция през Втората световна война.
Като голяма база за подводници на Кригсмарине, Сен Назер е обект на успешен британски рейд през 1942 г. и е тежко бомбардиран от Съюзниците до 1945 г. Бидейки здраво укрепен, градът е едно от последните места в Европа, които са освободени от нацистка власт, на 11 май 1945 г.